# Industriedienstleistung
Als Industriedienstleistungen, Industrieservices oder industrienahe Dienstleistungen werden allgemein Dienstleistungen verstanden, die im Zusammenhang mit der Planung, Errichtung, dem Betrieb und der Instandhaltung industrieller Anlagen stehen. In Abgrenzung zum Facilitymanagement beziehen sich Industriedienstleistungen auf die industrielle Warenproduktion, während sich das Facilitymanagement mit der Erbringung von Leistungen für technische Gebäudeausrüstungen beschäftigt. Die Abgrenzung kann allerdings unscharf sein.
Ziel der erbrachten Dienstleistungen sind zum einen die Errichtung und Erweiterung von Anlagen, beispielsweise im Zusammenhang mit Engineering- und Montageleistungen, sowie die Sicherstellung der Anlagenverfügbarkeit durch Inspektion, Wartung, Instandsetzung, technische Reinigung sowie industrielle Ver- und Entsorgung. Auch die Durchführung innerbetrieblicher Warenverkehre sowie Wareineingangskontrollen können im Rahmen von Industrieservices outgesourct werden.
Die Prozessindustrie stellt einen Hauptkunden von Industriedienstleistungen dar.

## Marktsituation in Deutschland
Die Lünendonk & Hossenfelder GmbH erstellt als Marktforschungsunternehmen jährliche Industrierankings. Hierbei werden Umsätze aus Instandhaltungsleistungen nach DIN 31051, Anlagen- und Maschinenreinigung, Gerüstbau, Rohrleitungsbau und weitere betrachtet. Die Liste umfasst keine OEMs (Original Equipment Manufacturer), Industrieparks und Kraftwerk-Services.
| Rang | Unternehmen                                      | 2022                                                | 2022 |
| Rang | Unternehmen                                      | Umsatz durch Industriedienstleistungen in Mio. Euro |      |
| ---- | ------------------------------------------------ | --------------------------------------------------- | ---- |
| 1    | Bilfinger Engineering & Maintenance GmbH         | 4312,0                                              |      |
| 2    | Kaefer SE & Co. KG                               | 1617,4                                              |      |
| 3    | Remondis Maintenance & Services GmbH & Co. KG 1) | 1300,0                                              |      |
| 4    | Leadec Holding BV & Co. KG                       | 1120,9                                              |      |
| 5    | Wisag Industrie Service Holding SE               | 0996,0                                              |      |
| 6    | Weber Unternehmensgruppe GmbH & Co. KG           | 0390,8                                              |      |
| 7    | Robur Industry Service Group GmbH 2)             | 0352,8                                              |      |
| 8    | Altrad Germany GmbH                              | 0261,0                                              |      |
| 9    | Plant Systems & Services PSS GmbH 3)             | 0213,0                                              |      |
| 10   | Ebert Hera Esser Holding GmbH                    | 0200,0                                              |      |

1) Als Gesellschafter der Unternehmensverbunde Xervon und Buchen
2) Seit 2023 Teil von SPIE
3) Inklusive Etabo und Veltec